# Josy Doyon-Hofstetter
Josy Doyon-Hofstetter (* 12. Mai 1932 in Innsbruck; † 24. August 2011 in Adelboden) war eine österreichisch-schweizerische Bergbäuerin und Schriftstellerin.

## Leben
Doyon wuchs in Tirol bei ihren Großeltern auf. Mit sieben Jahren kam sie entfremdet zu ihren Eltern nach Innsbruck zurück. Im Zweiten Weltkrieg starben ihre Eltern, und sie kam zu einer Pflegefamilie. Dort konvertierte sie zum evangelischen Glauben. Weil die katholische Verwandtschaft sie zurückholen wollte, wurde sie 1950 in die Schweiz nach Aeschi bei Spiez gebracht, wo sie im Kinderheim Tabor Arbeit fand. Alice Keller-Hofstetter, eine Sprachlehrerin aus Spiez, nahm sie als Adoptivtochter auf. 1957 heiratete sie Georges Doyon, mit dem sie später nach Ladholz zwischen Frutigen und Adelboden zog und vier Kinder hatte. Adelboden, das Frutigland und seine Bewohner wurden zu ihrer Heimat. Dort begann sie autobiografisches, über das karge Leben der Bergbauern und das harte Schicksal der Schiefergrubenarbeiter zu schreiben. Hirten ohne Erbarmen hieß ihr erster autobiografischer Roman, in dem sie über ihre Zeit bei den Zeugen Jehovas schrieb. Sie war auch Mitglied im Berner Schriftstellerinnen und Schriftsteller Verein (BSV).

## Werke
- Hirten ohne Erbarmen. Theologischer Verlag, Zürich 1966
- Bergbäuerin werden, welch ein Abenteuer. Blaukreuz, Bern 1980, ISBN 3-85580-126-6.
- Zryd Rösli und ihr Dorf. Blaukreuz, Bern 1980, ISBN 3-85580-110-X.
- Blumen für ein Sonntagskind. Erzählung aus Adelboden. Blaukreuz, Bern 1982, ISBN 3-85580-140-1.
- Im Schatten des Lohners – Graues Gold – Jubiläumsausgabe. Aus dem Leben einer hundertjährigen Adelbodnerin. Erzählung aus dem Engstligental. Blaukreuz, Bern 2009, ISBN 978-3-85580-470-2. (Ursprünglich zwei separate Bücher, 1. Auflagen 1983 und 1976)
- Königreich am Fuss des Niesen. Aus der bewegten Geschichte von Bad Heustrich. Blaukreuz, Bern 1984, ISBN 3-85580-169-X.
- Rote Wolken am Himmel. Meine Kinder- und Jugendjahre. Blaukreuz, Bern 1985, ISBN 3-85580-184-3.
- Der letzte Kästräger vom Talberg. Erzählung aus dem Simmental. Blaukreuz, Bern 1987, ISBN 3-85580-197-5.
- Unheimliche Fallensteller. Eine Mutter kämpft um ihren Sohn. Blaukreuz, Bern 1993, ISBN 3-85580-323-4.
- Von der Donau ins Berner Oberland. Ein Frauenschicksal. Blaukreuz, Bern 2000, ISBN 3-85580-401-X.